# NGC 1585
NGC 1585 (również PGC 15150) – galaktyka spiralna (Sc), znajdująca się w gwiazdozbiorze Rylca. Odkrył ją John Herschel 6 grudnia 1834 roku.